# 58-as főút (Magyarország)
Az 58-as főút Pécset köti össze Harkány fürdővárossal, illetve Drávaszabolcs határátkelőhelyén keresztül Horvátországgal.

## Nyomvonala
Baranya vármegye középső-déli részén húzódik, egy hosszú csíkként, jellemzően déli irányban, amelyet csak néhány nagyobb kanyar tör meg. Pécs belvárosából indul, az Árkád Bevásárlóközpont egyik sarkánál található kereszteződésnél.

### Pécsett
Pécs belvárosa és a Siklósi városrész között indul, a 6-os főútból kiágazva. Kezdeti, rövid szakasza az Alsómalom utca nevet viseli, majd Árpád híd néven halad át a Pécs–Bátaszék-vasútvonal és a Pécs–Mohács-vasútvonal közös szakasza fölött, Pécs vasútállomás keleti széle közelében. A folytatásban a neve Siklósi út, így halad el a Siklósi külváros nevű városrész nyugati szélén, majd Kertváros és a központi temető között.
Az 57-es főút keresztezésétől délre, Megyer és Árpádváros, majd Málom és Postavölgy városrészek között húzódva a II. János Pál pápa út nevet viseli, annak az emlékére, hogy 1991-ben az akkori katolikus egyházfő ezen az úton érkezett Pécsre.

### Pécsről kiérve
A megyeszékhely déli szélét – Nagypostavölgy utolsó házait, illetve a reménypusztai körforgalmat – elhagyva a nyomvonal szinte azonnal eléri az M60-as autópálya csomópontját. Innen nagyjából 1 kilométerre délre ágazik ki a főútból kelet felé a Pogányra vezető 57 126-os számú mellékút, egy újabb kilométer megtétele után pedig az út a Pécs–Pogány repülőtér nyugati széle mellett halad el. Eddig a létesítményig 2010. február óta 2x2 sávos út vezet, de az a repteret kiszolgáló körforgalom előtt 2x1 sávosra szűkül, és úgy is marad a folytatásban, egészen a határig.
A következő települések Szalánta és Túrony – a főút mindkettőnek a központján is áthalad –, majd a nyomvonal átszeli a Villányi-hegységet. Ezután éri el Harkány városát, melynek korábban a központját is átszelte, de egy ideje már nyugat felől elkerüli; a főút korábbi, belterületi szakasza azóta mellékútként az 5717-es számozást viseli. Harkánytól délre már csak Drávaszabolcs lakott területein halad keresztül, majd e községet elhagyva eléri Horvátország határát. Folytatása a D53-as számozást viseli és Bróddal köti össze a határátkelőhelyet.

## Története
1934-ben a kereskedelem- és közlekedésügyi miniszter 70 846/1934. számú rendelete lényegében a teljes mai hosszában másodrendű főúttá nyilvánította (a később kiépült harkányi elkerülő szakasz kivételével), a Dombóvár-Sásd-Pécs-Drávaszabolcs közti 64-es főút részeként.